# Deuteronomos infuscata
Deuteronomos infuscata är en fjärilsart som beskrevs av Hans-Joachim Hannemann 1917. Deuteronomos infuscata ingår i släktet Deuteronomos och familjen mätare. Inga underarter finns listade i Catalogue of Life.